# Bjarne Nederby Jessen
Bjarne Nederby Jessen (1944-2014) (født i Silkeborg) var en dansk politiker, der repræsenterede Kristendemokraterne. Han har var medlem af Kristendemokraterne siden partiet blev dannet i 1970 og havde mange forskellige tillidsposter i partiet gennem årene.